# Petrea macrostachya
Petrea macrostachya là một loài thực vật có hoa trong họ Cỏ roi ngựa. Loài này được Benth. miêu tả khoa học đầu tiên năm 1839.